# بالو ماهندرا
بالو ماهندرا (انگلیسی: Balu Mahendra؛ ۱۹ مهٔ ۱۹۳۹ – ۱۳ فوریهٔ ۲۰۱۴) یک کارگردان، هنرپیشه، فیلم‌بردار صحنه، فیلم‌نامه‌نویس و تدوین‌گر اهل کشور هند بود. وی بین سال‌های ۱۹۷۱ تا ۲۰۱۳ میلادی فعالیت می‌کرد. وی بیشتر در سینمای تامیل فعالیت می‌کرد.